# Pseudoroegneria dsinalica
Pseudoroegneria dsinalica là một loài thực vật có hoa trong họ Hòa thảo. Loài này được (Sablina) Á. Löve miêu tả khoa học đầu tiên năm 1984.